# Catalina Figueroa
Catalina Figueroa Fernández (Chile; 28 de enero de 2005) es una futbolista chilena. Juega de defensa y su equipo actual es la Universidad Católica de la Primera División de Chile. Es internacional absoluta por la selección de Chile desde 2023.

## Trayectoria
Fue promovida al primer equipo de la Universidad Católica en 2020. En febrero de 2022, ella junto a Millaray Cortés fueron las primeras jugadoras de la institución en firmar un contrato profesional.

## Selección nacional
Formó parte del plantel que clasificó y jugó la Copa Mundial Femenina de Fútbol Sub-17 de 2022. A su vez, jugó los Campeonatos Sudamericanos sub-20 de Chile 2022 y de Ecuador 2024, sin conseguir la clasificación en ambas competencias.
En enero de 2023 fue citada al microciclo de cara al Torneo de Repesca para la Copa Mundial Femenina de Fútbol de 2023. Debutó en la selección de Chile el 17 de febrero ante Argentina por un amistoso previo.
En 2025, fue convocada para representar a Chile en la CONMEBOL Copa América Femenina. 

### Partidos internacionales
| Selección chilena | Selección chilena | Selección chilena |
| Año               | Partidos          | Goles             |
| ----------------- | ----------------- | ----------------- |
| 2023              | 2                 | 0                 |
| 2024              | 2                 | 0                 |
| 2025              | 3                 | 1                 |
| Total             | 7                 | 1                 |

## Clubes
| Club                 | País  | Año           |
| -------------------- | ----- | ------------- |
| Universidad Católica | Chile | 2020-presente |